# (20236) 1998 BZ7
1998 بي زد 7 (ويعرف أيضًا باسم (20236) 1998 بي زد 7 وفق تسمية الكوكب الصغير) (بالإنجليزية: 1998 BZ7)‏ هو كويكب ضمن حزام الكويكبات؛ وترتيبه 20236 من حيث الاكتشاف.
اكتُشف هذا الجُرم الفلكي بواسطة تعقب الأجرام القريبة من الأرض في 24 يناير 1998.

## وصلات خارجية
- (20236) 1998 BZ7 في قاعدة بيانات مختبر الدفع النفاث لأجرام النظام الشمسي الصغيرة

- الاكتشاف · مخطط المدار ·  العناصر المدارية · المعلمات المادية

- (20236) 1998 BZ7 على موقع ويكي سكاي: DSS2, SDSS, GALEX, IRAS, Hydrogen α, X-Ray, Astrophoto, Sky Map, Articles and images